# Janet Flanner
Janet Flanner (Indianapolis, 13 de març de 1892 - Nova York, 7 de novembre de 1978) va ser una periodista estatunidenca, corresponsal de The New Yorker a París de 1925 fins a 1975, quan es va retirar. Signava amb el pseudònim "Genêt".

## Primers anys
Janet Flanner va néixer a Indianapolis a Indiana, filla de Frank i Mary Flanner. Tenia dues germanes, Marie i Hildegarde Flanner. El seu pare va ser cofundador d'un tanatori i va posar en marxa el primer crematori a l'estat d'Indiana. Després d'un període de viatge a l'estranger amb la seva família i estudis a la Tudor Hall School for Girls (ara Escola Park Tudor), va ingressar a la Universitat de Chicago el 1912, i la va deixar el 1914. Dos anys més tard, va tornar a la seva ciutat natal per ocupar un lloc com a primera crítica de cinema en la revista local, Indianapolis Star.

## Biografia
Va viure obertament com bisexual. El 1918, el mateix any que es va casar amb William "Lane" Rehm (un company de la Universitat de Chicago). Ell era aleshores un artista a la ciutat de Nova York, i més tard va admetre que es va casar amb ell per sortir d'Indianápolis. El matrimoni va durar només uns pocs anys i es van divorciar amistosament el 1926. Rehm va donar suport a la carrera de Flanner fins a la seva mort.
El mateix any 1918 es va unir sentimentalment amb Solita Solano (Sarah Wilkinson), a qui va conèixer al Greenwich Village. Van tenir una relació, intermitent i no monògama, que va durar més de cinquanta anys. Solita va renunciar a les seves aspiracions literàries en benefici de Janet Flanner, treballant com la seva secretària personal.

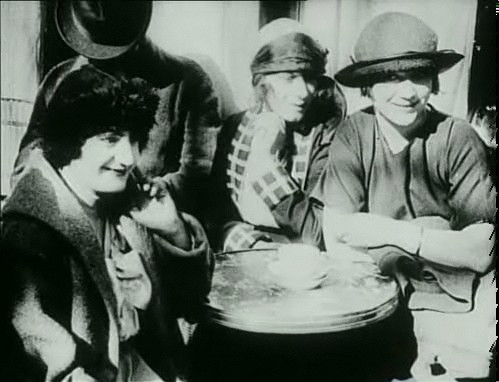
Natalie Barney, Janet Flanner i Djuna Barnes

El 1921 van viatjar a Grècia i Istanbul, ciutat de la qual Janet va realitzar un reportatge per al National Geographic. En el seu cercle social havia altres notòries lesbianes, com Natalie Clifford Barney i Djuna Barnes. Janet i Solita van ser representades, sota els noms de "Nip" i "Tuck", en dos personatges de la novel·la de Barnes El almanaque de las mujeres de (1928). Encara que no n'era membre, es va relacionar amb la Taula rodona de l'Algonquin de Nova York. La il·lustradora Neysa McMein li va presentar a la parella que formaven Jane Grant i Harold Ross. Aquest la va posar en contacte amb The New Yorker per qui va treballar com a corresponsal a París (1925 i 1975).
Allà va pertànyer al cercle d'estatunidencs expatriats a París que se sol identificar amb les etiquetes Generació perduda i Les Deux Magots: Ernest Hemingway, F. Scott Fitzgerald, John Dos Passos, E. E. Cummings, Hart Crane, Djuna Barnes, Ezra Pound i Gertrude Stein (de la qual va ser molt amiga). Va tenir un paper crucial al connectar a aquests personatges nord-americans, i al públic lector dels seus articles, amb els artistes de l'avantguarda europea (Pablo Picasso, Georges Braque, Henri Matisse, André Gide, Jean Cocteau, els Ballets Russos, etc.)
El 1939 en començar la Segona Guerra Mundial Janet Flanner i Solita Solano van tornar a Nova York; on aviat es van separar, a causa de la relació sentimental que Janet va iniciar amb Natalia Danesi Murray. Se'n va anar a viure amb ella i amb el fill d'aquesta, William B. Murray. El 1944, després del desembarcament de Normandia, va tornar a França, on, a més dels seus articles per a The New Yorker, en els mesos que van seguir a l'alliberament de París va col·laborar a la ràdio NBC Blue Network. A París va reprendre la seva convivència amb Solita Solano.
Entre d'altres esdeveniments històrics, va cobrir els Judicis de Nuremberg (1945), la Crisi de Suez (1956), la Revolució hongaresa de 1956 i la descolonització d'Algèria (1954-1962).
El 1971 (15 de desembre), va participar en el famós debat entre Gore Vidal i Norman Mailer a The Dick Cavett Show (el xou televisiu de Dick Cavett).
El 1975 va tornar definitivament a Nova York, on Natalia Murray la va cuidar fins a la seva mort.
Les seves cendres, com les de Natàlia, van ser escampades a Cherry Grove (Fire Island), el lloc on es van conèixer en 1940.

## Publicacions i reconeixements
La seva columna a The New Yorker des de setembre de 1925 es titulava "Letter from Paris" (o, si escau "Letter from Rome" -1949-).
Un recull dels seus articles del període d'entreguerres es va editar com a llibre: Paris Was Yesterday. 1925-1939.
També va publicar una novel·la, The Cubical City (1926), ambientada a Nova York, que no va aconseguir molt èxit.
El 1947, després de la Segona Guerra Mundial, se li va concedir la Legió d'Honor (amb el rang de Chevalier, que va ser incrementat a Grand Maître el 1972). El 1958 va ser investida doctor honoris causa pel Smith College. El 1966 se li va concedir el National Book Award en la categoria Arts and Letters per Paris Journal, 1944-1965.